# أصلي جونجور
أصلى جونجور (بالتركية: Aslı Güngör)‏ (مواليد 27 سبتمبر 1979 في إزمير، تركيا) هي مغنية بوب وملحنة وكاتبة أغاني تركية. اشتهرت خلال برنامج المواهب التركي "TRT İzmir Gençlik Korosu" وكانت آنذاك طالبة في جامعة 9 أيلول. حققت نجاحاً كبيراً بعد تقديمها فيديو كليب القلوب عند بعضها سنة 2008.

## حياتها
ولدت أصلي جونجور في أزمير، وقد بدأت رحلتها الموسيقية من خلال جوقة الشباب ب تي ار تي بازمير، وقد استمرت أصلى في مجال المهني بالأعمال المسرحية التي قامت بها في سنوات التعليم في أقسام علوم الموسيقى بكلية الفنون الجميلة بجامعة 9 سبتمبر.
ومن ناحية أخرى فقد بدأت بأعمال التصوير والأستديو من خلال تلحينها للعديد من الأغانى في ذلك الوقت. وقد قامت بهذه الأعمال في أزمير، وفي عام 2007 فقد اتمت التسجيلات الخاصة بالاستديو، وقامت بوضع العديد من الألحان الخاصة بالصوت، والأغانى المختلفة مثل ( القلوب عند بعضها)، (إزمير تعرف)، وبصوت عالي ومرتفع وضعت ألحان للصوت، وتعليقات قوية، وجلبت العديد من الملحنيين الأقوياء، وقد قامت أصلي جونجور بالغناء في العديد من المسلسلات، وقد حصلت على جائزة (أفضل مطربة فريدة)، وذلك من خلال جوائز الفراشة الذهبية في دورتها الخامسة والثلاثون.
وقد قامت أصلي جونجور بتنظيم أغنية القلوب عند بعضها أمام جمعيات إذاعة الراديو، وفي عام 2008 فقد قامت بالظهور في ستار راديو للكلمات، واختيرت (كنجم أغنية الراديو). وقد حصل الألبوم على الترتيب الحادي عشر من خلال ترتيب الألبومات الموجودة، وفي مارس 2009 فقد قابلت العديد من الموسيقيين المشهورين من جميع أنحاء العالم.
وقد حصلت على جائزة (بطلة المبيعات الرقمية مويوب) ، واخذته بجدارة حيث حصلت على المركز الأول في عام 2008، وذلك من خلال الاعلانات القوية التي وضعت لهذا الألبوم، وقد حقق مبيعات وصلت إلى 1.150.000 (مليون ومائة وخمسون ألف) ، وكان هذا الألبوم القلب مقابل القلب.
وفي يناير 2009 فقد قامت بأصدار ألبوم (أصلي جونور 2009)، ومن الأغانى الموجودة بهذا الألبوم ( آخر قبلة )، (العشق هو كل شئ) ، ووفقا إلى مبيعات مويوب الرسميى فقد حطموا الأرقام القياسية، ووصلت المبيعات إلى 2.700.00، وايضاً في عام 2009 فقد حصلت على جائزة من منظمة الأرقام القياسية، وحصلت على لقب ( أكثر الأغانى تحميلا للفنانة هذا العام).

## أعمالها الفنية
- أصلى جونجور (2009)
- لهب قديم الحب(2010)
- مثل اصلى (2012)
- الطاقة(2013)

## الفيديو كليب
- القلوب عند بعضها (2008)
- تعرف يا أزمير (2009)
- يكفى تعال للعودة (2009)
- انا أيضا بالداخل (2010)
- انا بحاجة إليكم (2011)
- الكلمات الغير معلنة (2012)
- الخيانة (2013)
- مفتاح الحب (2014)

## الأغانى المشتركة (دويتو)
- القلب مقابل القلب (مع فرحات جوتشر)
- يكفى تعال للعودة (مع فرحات جوتشر)
- وجهى(مع ايجا جوبشكو [التركية])
- ربما هذه فرصه ( اوبا) ( مع كموفله)
- انا احبك (مع سينان أوزين [التركية])

## قائمة النجاحات
| * | الألبوم | الأغنية المنفردة | تركيا | أوروبا | * | ان بى أوركسترا | القلب مقابل القلب( دويتو مع فرحات جوتشر) | 1 | 80 | * | ان بى أوركسترا | أزمير تعرف | 7 | * | * | أصلى جونور | أنت قبلتى | 2 | 95 | * | أصلى جونور | أمس تعال يكفى( دويتو مع فرحات جوتشر) | 18 | * |

## الجوائز
| * | العام | المنظمة التي قدمت الجائزة | التصنيف | * | 2008 | رياض | نجمة أغنية الراديو ( القلب مقابل القلب) | * | 2009 | الفراشة الذهبية | أفضل مطربة | * | 2009 | مويوب | أفضل مطربة حققت مبيعات في الأوساط الرقمية (القلب مقابل القلب) |

## الأغانى المقدمة للفنانين
- طرقت السنوات/ الموسيقي* الكلمات : أصلى جونجور ( أيرول أفجين – التلميذ سين لونغ، ألبوم شوك ياشا 2011)

- انا احببتك/ الموسيقي* الكلمات : أصلى جونجور (سينان اوزن [التركية] ، ألبوم ماستر 2011)

## الروابط الخارجية
- أصلي جونجور على موقع ميوزك برينز (الإنجليزية)
- أصلي جونجور على موقع ديسكوغز (الإنجليزية)

- الموقع الرسمى